# Kákics
Kákics es un pueblo ubicado en el distrito de Sellye, en el condado de Baranya, Hungría.

## Superficie
Posee una superficie de 14,89 kilómetros cuadrados.

## Demografía
Hasta 2019 la población era de 192 habitantes, con una densidad de población de 12,89 habitantes por kilómetro cuadrado.